# USS LST-598
O USS LST-598 foi um navio de guerra norte-americano da classe LST que operou durante a Segunda Guerra Mundial.